# Oppidum de Roquefavour
L'oppidum de Roquefavour, parfois appelé localement (à tort) Baou de Mario (en français : Camp de Marius), est un site protohistorique celto-ligure, situé sur la commune de Ventabren, dans le département des Bouches-du-Rhône, en région Provence-Alpes-Côte d'Azur, France.

## Présentation
Existant de manière certaine à l'époque hellénistique – vers le IIIe siècle avant notre ère – le site de Roquefavour pourrait être défini comme un village celto-ligure fortifié.
D'après un autre nom local («Baou de Mario») transmis par tradition, il aurait vu les troupes impériales s'y installer en 103 av. notre ère. Or, aucune source archéologique ne confirme ce mythe ; le village serait resté «celto-ligure» jusqu'au tournant du premier siècle de notre ère.
Avec ses cinq hectares de superficie, il fait partie des grands oppida de Provence.

## Situation

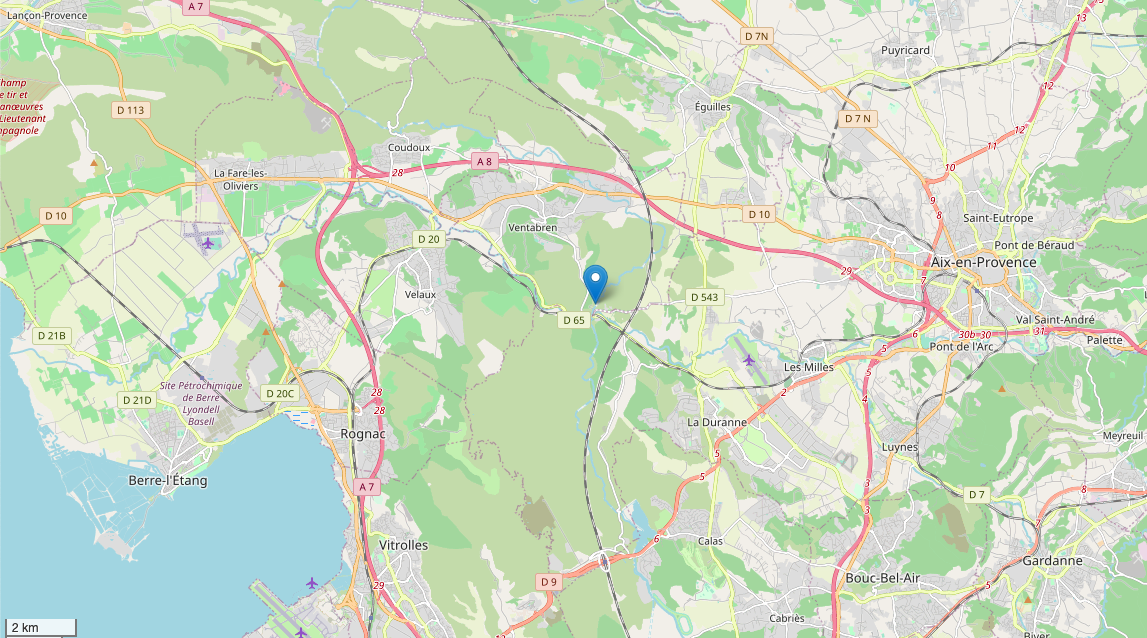
Situation de l'Oppidum de Roquefavour, sur OpenStreetMap

Situé sur un sommet collinaire à 180m d'altitude, il domine en panorama la vallée de l'Arc et servait, durant la protohistoire et l'Antiquité grecque et romaine, de verrou et de poste de surveillance entre la plaine de l'étang de Berre et l'accès à la capitale provençale : Entremont.

## Historique

### Préhistoire
La question de savoir si ce site était habité au néolithique, voire au paléolithique, n'est pas tranchée. Aucune source académique contemporaine ne mentionne une occupation avant la deuxième moitié du premier millénaire avant notre ère.

### Protohistoire
L'histoire du site commence véritablement avec sa fortification par les Salyens (ou une tribu associée) entre le Ve et le IIIe siècle av. J.-C.. Cette période correspond à une « celtisation » de toute la Provence, ainsi qu'à une surveillance accrue de la zone portuaire et commerciale massaliote (qui s'étendait en triangle le long du Rhône, de Marseille à Avignon, en passant par Arles et Cavaillon).
Il s'agit alors d'un habitat perché, dont on observe d'autres exemples dans toute la Provence (oppidum des Caisses de Jean-Jean, oppidum de Constantine, oppidum d'Untinos, oppidum de Saint-Julien (La Bastidonne), oppidum du Castellar (Cadenet), etc.) et qui dépend la plupart du temps d'exploitations agricoles en contrebas.
Aucune structure économique ou artisanale n'a clairement été mise au jour ; néanmoins, il existe une grande quantité de débris de dolia dans une des cases du quartier sud-ouest. Il est probable que le site militaire dépendait en partie d'autres oppida locales pour son équipement.

### Antiquité
Du « hameau » celte, il n'est quasiment rien resté, à part la muraille en ruine qui protège l'accès du site et auquel on accède encore par l'ouverture historique. La stratigraphie révèle un seul niveau archéologique d'occupation, c'est-à-dire que le site est installé directement sur le rocher ou sur un mince remblai, par endroits recouvert depuis par l'effondrement de matériaux d'architecture (pierres, terre/mortier).
Durant la conquête, l’habitat est ordonnancé selon un plan urbanistique rigoureux, témoin d'un réaménagement romain.
Cette occupation – la plus récente qu'il nous soit donné de constater aujourd'hui – se place dans la seconde moitié du Ier siècle av. J.-C. et l'habitat est abandonné entre 20 et 15 av. J.-C. Entre 25 et 15 avant notre ère – c'est-à-dire à partir du Haut-Empire – Roquefavour est abandonné, présentant ainsi à priori une occupation assez brève de l’oppidum lui-même, sur un siècle tout au plus : période qui correspondrait au temps de la conquête et de l'ordonnancement de l'Empire en Provence (fondation d'Aquæ Sextiæ en 122 av.) et à la prise de Marseille par l'armée impériale.
Des céramiques fines, massaliètes et campaniennes, ont été retrouvées sur place, indiquant la proximité avec le pôle économique régional de Massalia. Une fibule datée de la seconde moitié du Ier siècle avant notre ère a été trouvée par Jean-Pierre Musso en 1978, dans un îlot sud-ouest du camp.

### Moyen âge
Aucune trace d'occupation.

### Période moderne
Aucune trace d'occupation.
Au début du XXe siècle, le comte Henri de Gérin-Ricard, érudit et paléologue provençal connu pour avoir fouillé d'autres oppida en Provence, a fouillé ce site avec l'aide de l'Abbé Arnaud d'Agnel et ils publièrent : Les antiquités de la vallée de l'Arc en Provence, sous l'égide de la Société d'Études Provençales, Édition d'Aix, 1907.
Des fouilles sauvages ont eu lieu avant la deuxième moitié du XXe siècle, qui ont malheureusement éparpillé et fait disparaître des éléments du site, comme d'éventuelles pièces de monnaie, des artefacts d'époque et des pierres de maçonnerie, tous importants pour comprendre le fonctionnement de l'oppidum et en dater ses différentes occupations.

### Période contemporaine
En 1968, un feu permet de dégager le site naturellement de la broussaille (garrigue) et d'exposer les ruines et fondations des bâtiments. Commence alors une campagne de fouilles archéologiques qui dure une dizaine d'années.
Le site est à présent un lieu naturel, ouvert au public (piétons et vélos) ; cependant, des restrictions d'accès sont possibles en saison estivale (risque incendie) : des panneaux explicatifs existent à l'entrée du site, il est conseillé de se renseigner auprès de la préfecture des Bouches-du-Rhône ou de la commune au préalable.

## Architecture
Comme c'est le cas aussi ailleurs (Untinos, Constantine, Le Castellar...) le rempart est situé du côté nord du petit plateau collinaire ; originellement ici sur les côtés nord et nord-ouest selon le pendage. 
Il s'agit de deux courtines à trois parements, d'une épaisseur totale entre 2,50m et 3,10m, coupé de temps à autre par des angles droits. 
La porte s'ouvrait à peu près au milieu de la courtine nord et était défendue par un bastion rectangulaire (piédroit oriental de l'entrée). 
Devant la courtine nord, qui se prolonge à l'est, un fossé large de plus de 5m et profond d'environ 2,50m) a été taillé dans le rocher. Plusieurs stèles en pierre ont été plantées devant et il est possible d'interpréter ce dispositif comme un complément défensif. Néanmoins deux interprétations sont avancées par l'archéologie : soit ces blocs servaient d'entraves au cheminement de potentiels assaillants en empêchant les machines de guerre d'avancer,  soit ils servaient pour délimiter un espace prophylactique (protection contre des épidémies, espace sanitaire) ou d'espace pour des pratiques religieuses.
Les quelques structures d'habitation retrouvées dans l'oppidum s'organisent selon un plan régulier. 
On y trouve deux secteurs distincts à quelques dizaines de mètres l'un de l'autre : une pièce isolée dans le secteur nord-est (appelé 1 G 23) et un quartier organisé en deux îlots séparés par une rue, appelé quartier sud-ouest. 
La pièce 1 G 23 se distingue des autres par sa construction massive (murs épais de 0,70 à 1,05m). Sa superficie au sol est relativement modeste (36m2) mais il faudrait l'imaginer avec au moins 1 étage. Elle comporte une banquette courant le long des quatre murs et un foyer central au rez-de-chaussée. Par sa position dominante par rapport au reste de l'agglomération et à l'escarpement est, le fouilleur envisage qu'elle ait pu servir de tour de guet : au rez-de-chaussée, on aurait pu voir un corps de garde, tandis que l'étage aurait été aménagé en plate-forme de surveillance. 
L'hypothèse d'une salle de réunion semblable à celle d'Entremont ne peut pas être écartée. 
Le quartier sud-ouest est formé de deux «îlots» regroupant à la fois des cases uniques d'environ 20 à 30m² chacune et des maisons de deux à quatre pièces. 
Concernant l'îlot «A», il faut vraisemblablement ajouter la présence systématique d'un étage qui pourrait être attestée par des bases de montées d'escalier faisant saillie sur la rue. 
Comme dans les autres oppida et sites locaux (notamment Roquepertuse voisine), les aménagements sont typiques des habitats protohistoriques : banquettes, cupules de calage pour dolia, foyers en argile. On pouvait également trouver un four à coupole en terre et un four en fosse. Enfin, on peut également imaginer une cuve de rétention d'eau, car l'existence d'une aire dallée est attestée : elle aurait pu servir d'assise à une cuve en torchis qui n'aurait pas laissé d'autre trace. 
Le niveau de circulation de la rue est constitué du substrat égalisé. Il mesure 3,70m de largeur avec un rétrécissement à 2,80m.

## Galerie

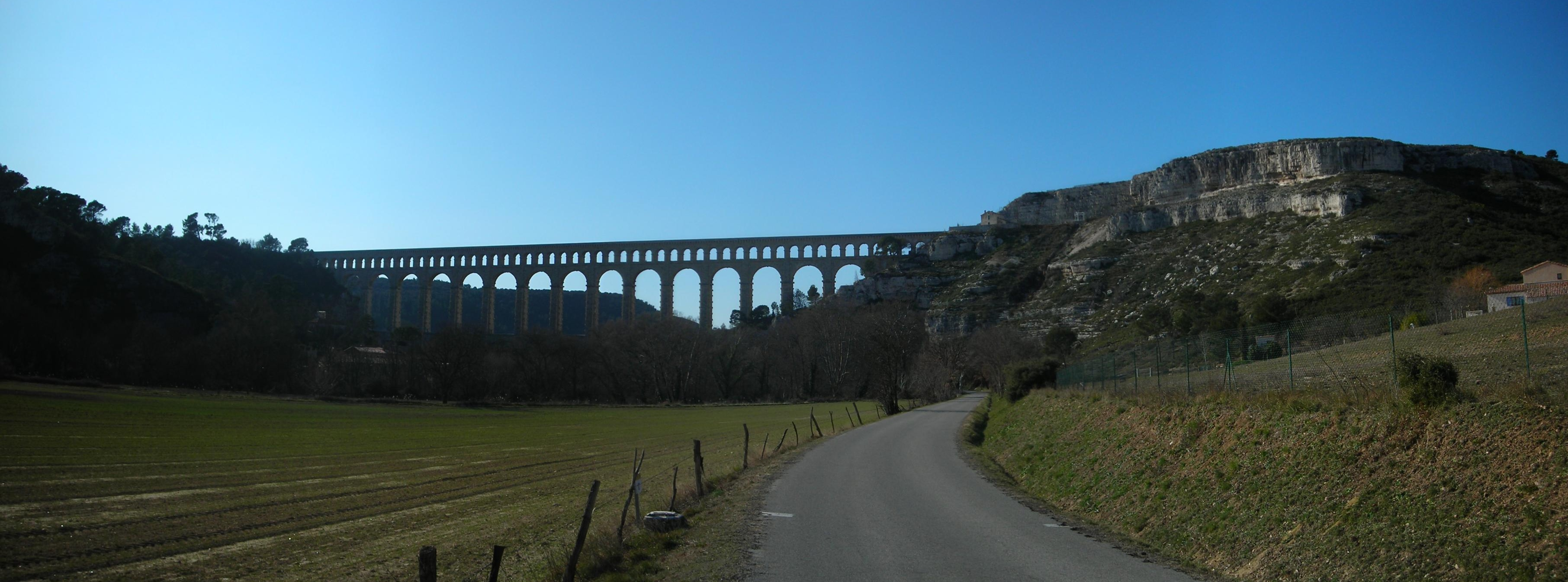
Vue générale de l'Aqueduc de Roquefavour depuis la vallée de l'Arc et plateau de l'oppidum (à droite).
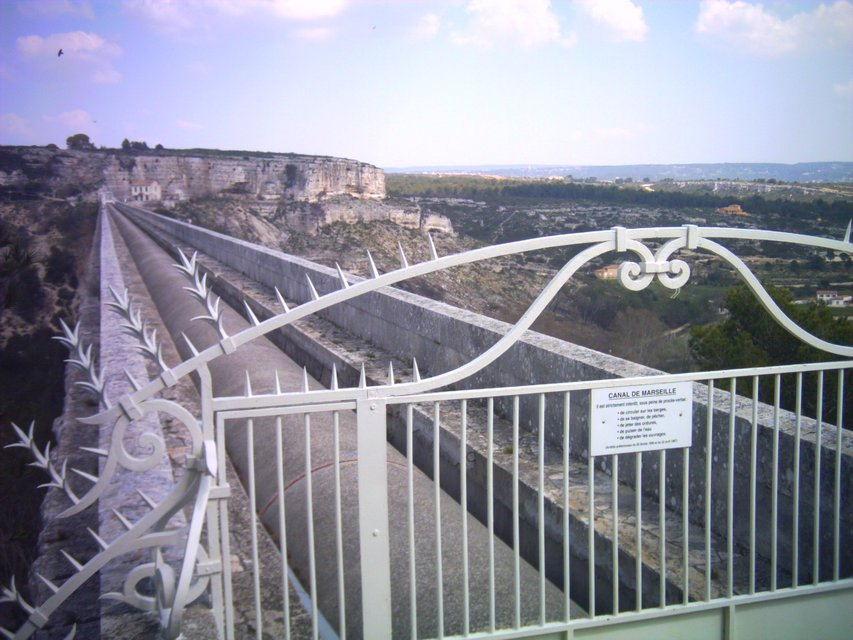
Vue du site (à gauche) depuis l'autre bout de l'aqueduc (2007).
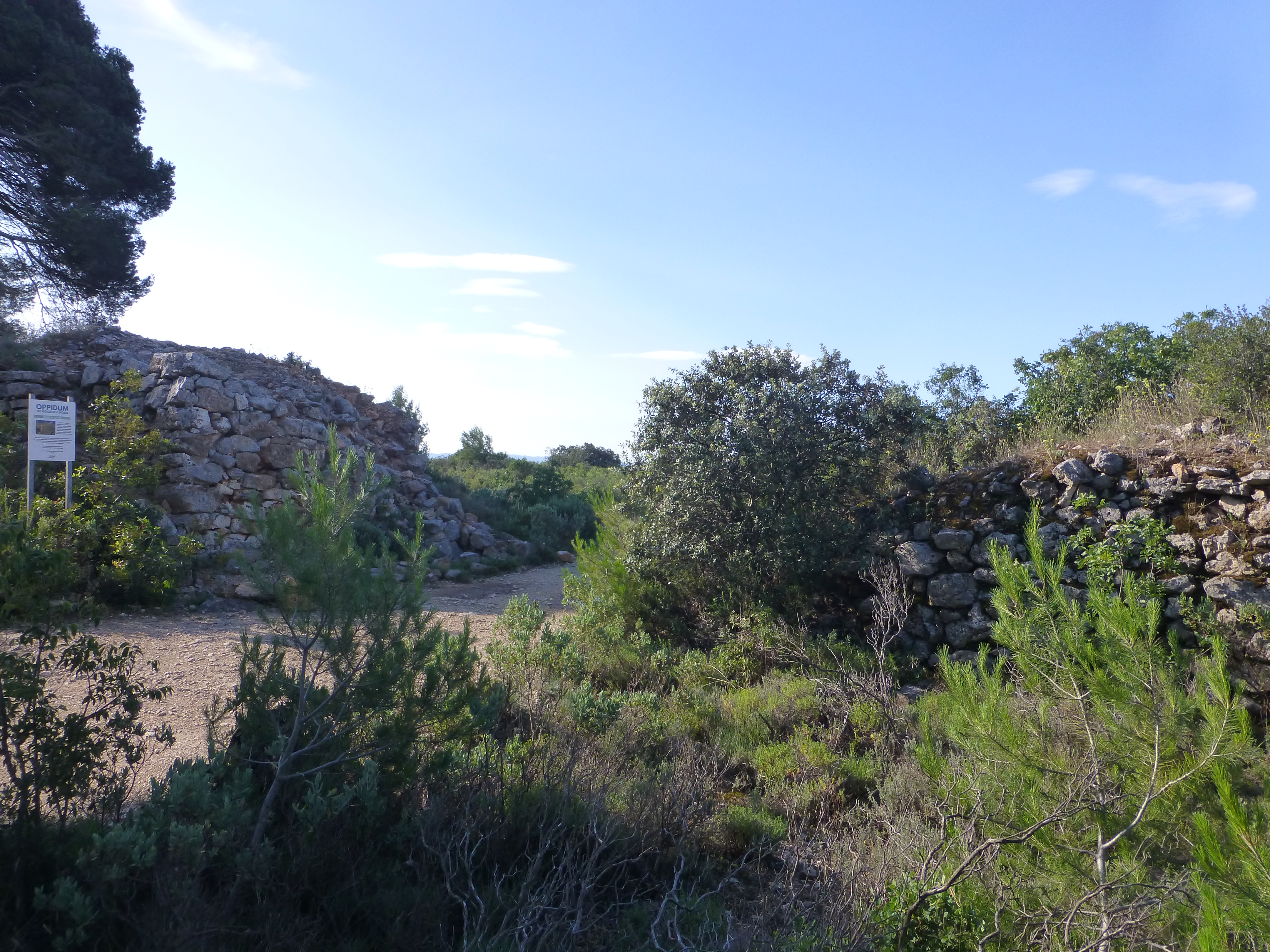
On voit ici les deux côtés des remparts d'entrée.
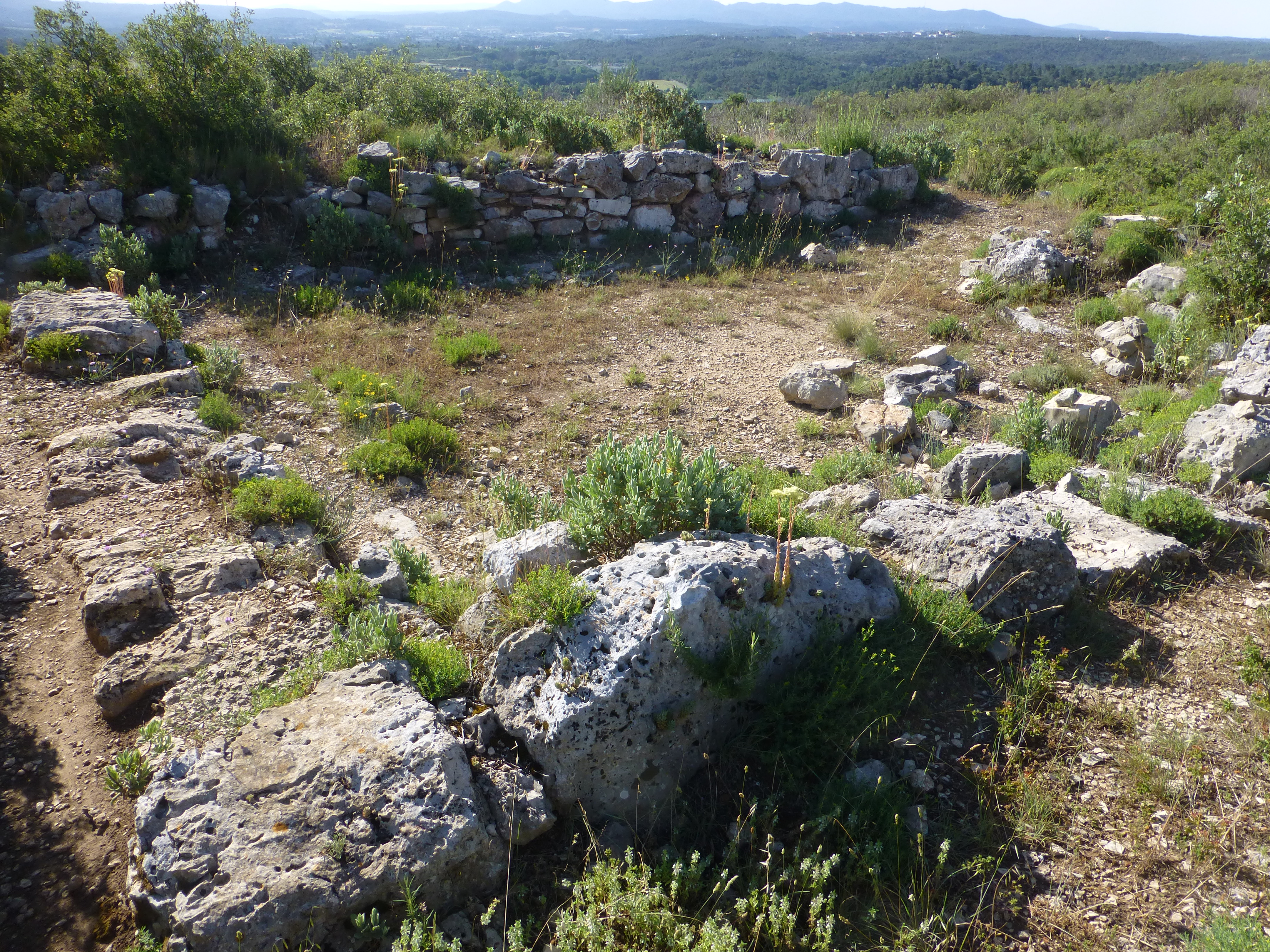
Case 1 G 23.
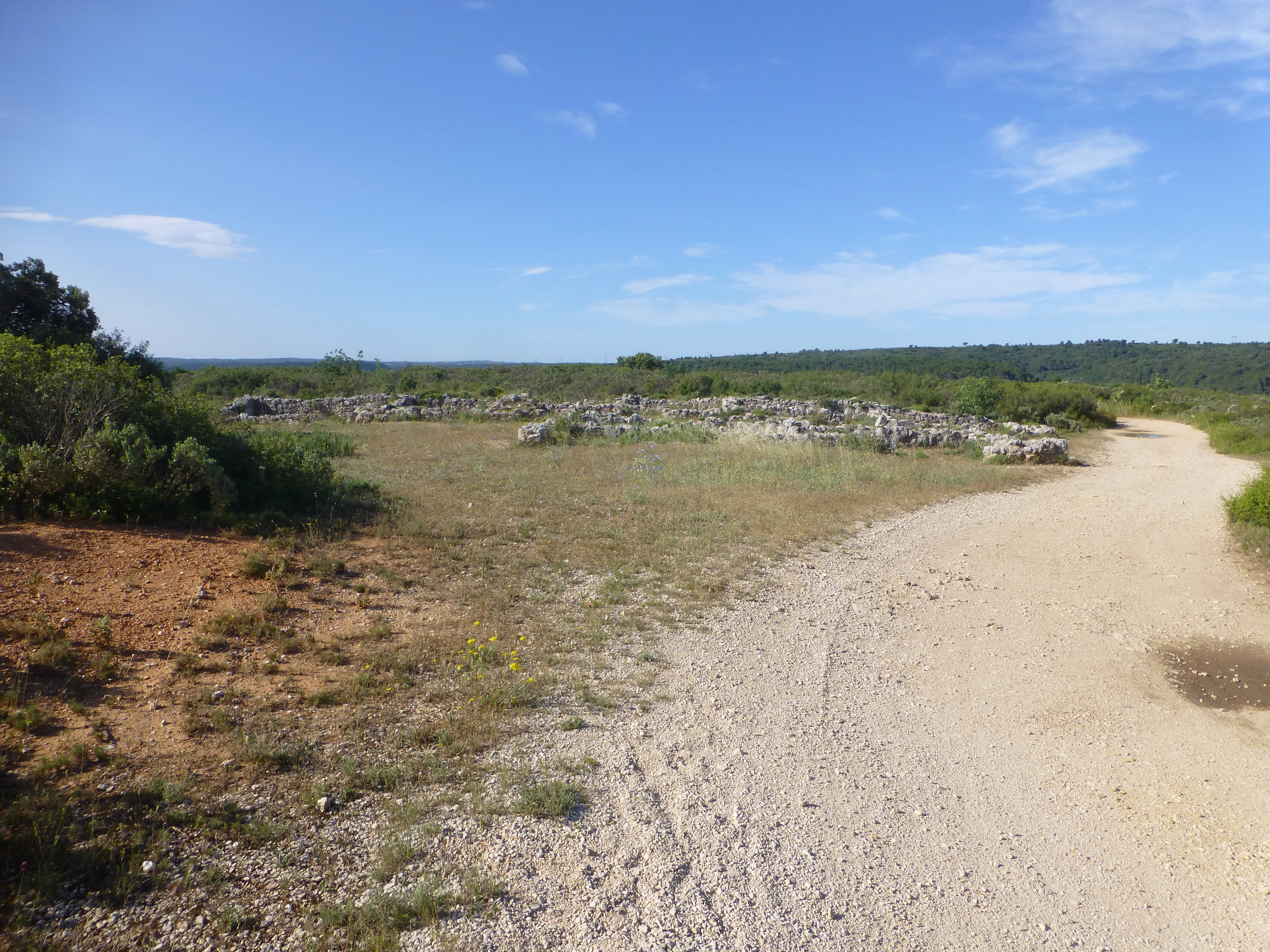
Six cases encore visibles au centre du plateau.
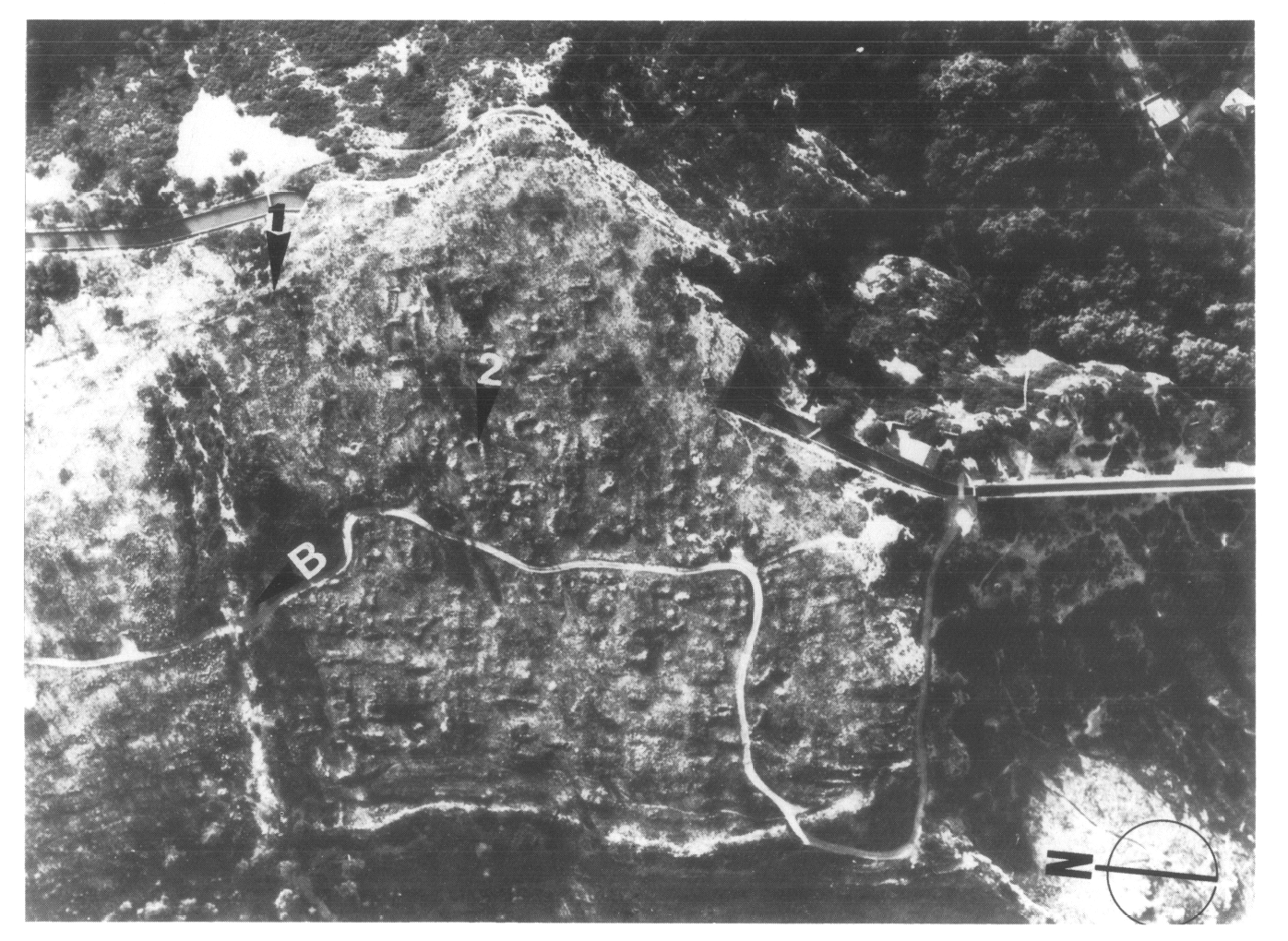
L'oppidum en 1968, juste après l'incendie. On voit que l'ensemble du plateau est occupé et organisé par des constructions. On y perçoit aussi nettement les remparts nord (à gauche) et ouest (en bas de l'image).
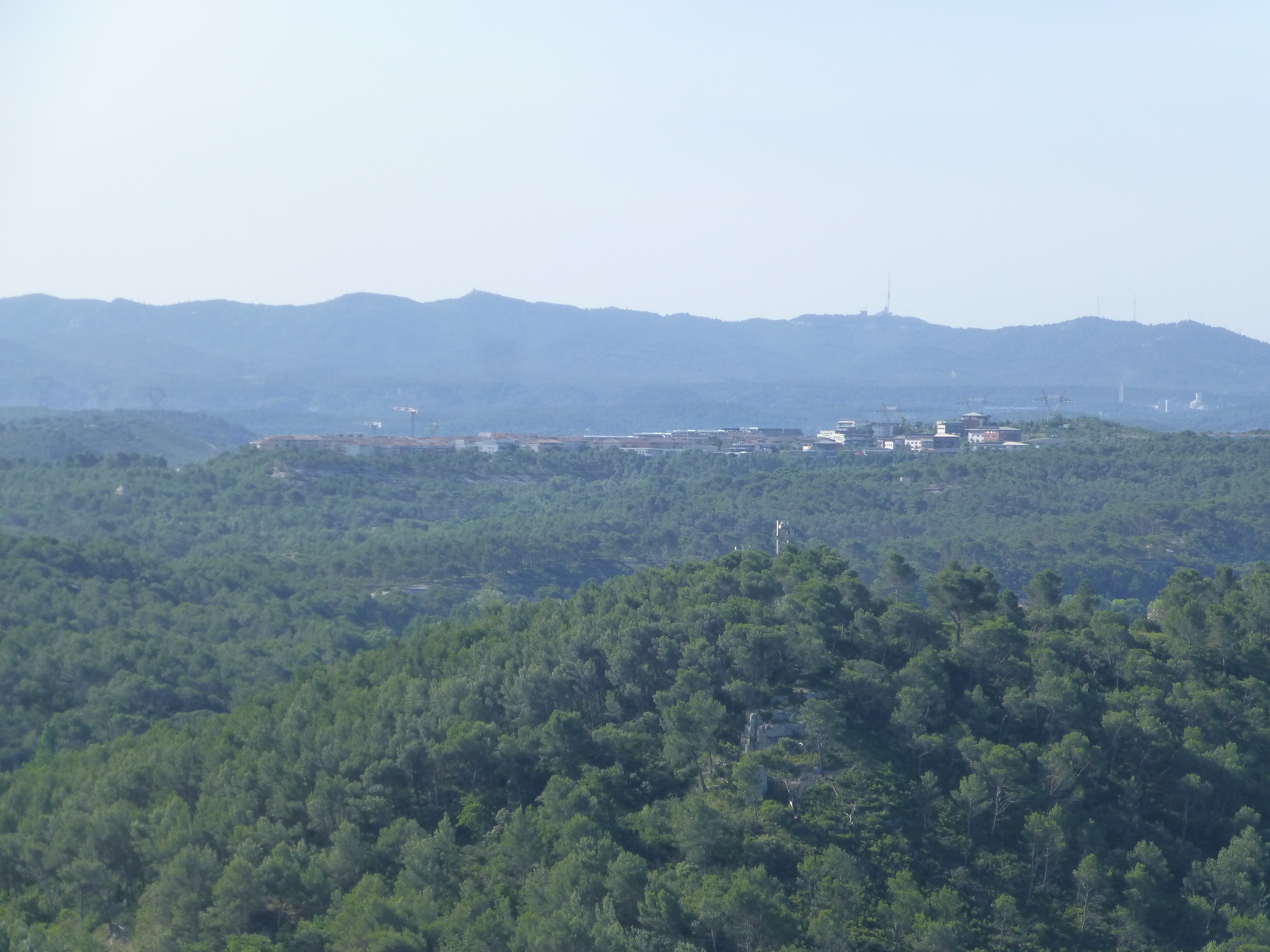
Plateau de l'Arbois, Aix-en-Provence, vu depuis l'oppidum. Au fond, la Chaîne de l'Étoile.

## Protection
Le site ne fait l'objet d'aucune protection.

### liens externes
- Site officiel du Domaine de Calissanne.
- Visite-randonnée de l'oppidum (2019), sur le site https://crapahut-nature-aventures.fr.